# 山内文次郎
山内 文次郎（やまうち ぶんじろう）は、幕末から明治時代の旗本、官僚。維新後は勝明と改めた。位階および勲等は従三位・勲二等。

## 略歴
横浜仏語伝習所でフランス語を習得。慶応3年（1867年）パリ万国博覧会参加のために幕府から派遣された徳川昭武の通訳として渡仏。田辺太一とともにモンブラン伯爵との交渉に関わっている。維新後は沼津兵学校で教授を務める。明治6年（1873年）外務省の官僚となり、ロシア臨時代理公使、イタリア臨時代理公使を歴任。後に宮内省に移って大膳亮。式部官兼宮中顧問官在任中の大正元年（1912年）に死去した。